# 冯家村 (利津县)
冯家村  ，中华人民共和国山东省东营市利津县北宋镇所辖行政村。位于利津县南部。全村人口160户，518人(2010年底)。耕地面积601亩。行政区划代码370522101240。